# Private Character Editor
Private Character Editor е ограничен редактор на шрифтове, предоставен в Microsoft Windows. Предназначен е за създаване на символи за лични цели. Тези символи са дефинирани от потребителя и в Уникод. Програмата е достъпна от Старт Меню на източноазиатските издания на Windows, а при другите издания може да се намери в C:\Windows\system32\eudcedit.exe или може да се отвори чрез командата eudcedit в инструмента Run. В Windows 7 програмата се намира в Accessories > Systems Tools.
|  | Тази страница частично или изцяло представлява превод на страницата Private Character Editor в Уикипедия на английски. Оригиналният текст, както и този превод, са защитени от Лиценза „Криейтив Комънс – Признание – Споделяне на споделеното“, а за съдържание, създадено преди юни 2009 година – от Лиценза за свободна документация на ГНУ. Прегледайте историята на редакциите на оригиналната страница, както и на преводната страница, за да видите списъка на съавторите. ВАЖНО: Този шаблон се отнася единствено до авторските права върху съдържанието на статията. Добавянето му не отменя изискването да се посочват конкретни източници на твърденията, които да бъдат благонадеждни. |